# Синхронное плавание на играх стран БРИКС 2024
Соревнования по синхронному плаванию на Играх стран БРИКС 2024 года проходили 13-15 июня во дворце водных видов спорта. В соревнованиях приняли участие спортсмены из 7 стран.
В большинстве дисциплин на соревнованиях было по четыре участника. В мужских соло-выступлениях часть медалей не присуждалась. В частности, в произвольной программе Александр Мальцев выступал один. В технической программе наряду с Мальцевым участвовал представитель Таиланда Кантинан Адисаисирибутр.

## Медалисты
| Дисциплина                            | Золото                                         | Золото   | Серебро                                                | Серебро         | Бронза                                           | Бронза          |
| Соло. Техническая программа. Мужчины  | Александр Мальцев Россия                       | 267.3216 | Кэнтинан Адисаисирибутр Таиланд                        | 209.9667        | Не присуждалась                                  | Не присуждалась |
| Соло. Произвольная программа. Мужчины | Александр Мальцев Россия                       | 211.6542 | Не присуждалась                                        | Не присуждалась | Не присуждалась                                  | Не присуждалась |
| Соло. Техническая программа. Женщины  | Светлана Колесниченко Россия                   | 313.6900 | Василина Хандошко Беларусь                             | 296.4750        | Диана Онкез Узбекистан                           | 229.9334        |
| Соло. Произвольная программа. Женщины | Василина Хандошко Беларусь                     | 288.8397 | Александра Кузнецова Россия                            | 274.4105        | Полина Мерзлякова Казахстан                      | 204.0460        |
| Дуэты. Техническая программа          | Россия Светлана Колесниченко · Дорошко Майя    | 304.0783 | Беларусь Добровольская Анастасия · Александра Мирончик | 245.2300        | КНДР Пак Хён А · Юн Кён Рён                      | 234.1933        |
| Дуэты. Произвольная программа         | Россия Светлана Колесниченко · Дорошко Майя    | 310.9737 | Беларусь Валерия Волосач · Маргарита Кирилюк           | 215.4473        | Таиланд Понгсуван Понгпимпорн · Сонгпан Супитчая | 168.6500        |
| Команды. Техническая программа        | Россия                                         | 341.7363 | КНДР                                                   | 273.2816        | Беларусь                                         | 260.5641        |
| Команды. Произвольная программа       | Россия                                         | 396.0988 | КНДР                                                   | 293.6501        | Беларусь                                         | 293.1792        |
| Акробатика                            | Россия                                         | 280.6800 | Беларусь                                               | 210.3266        | Таиланд                                          | 204.2334        |
| Микст. Техническая программа          | Россия Майя Гурбанбердиева · Александр Мальцев | 261.7983 | Узбекистан Анна Ващенко · Вячеслав Руднев              | 188.5133        | Казахстан Ясмина Исламова · Алдияр Рамазанов     | 183.5267        |
| Микст. Произвольная программа         | Россия Олеся Платонова · Александр Мальцев     | 233.0779 | Таиланд Тумчай Воранан · Кэнтинан Адисаисирибутр       | 168.2166        | Узбекистан Анна Ващенко · Вячеслав Руднев        | 149.8908        |

## Общий зачёт по медалям
*   Принимающая страна (Россия)
| Место          | Страна         | Золото | Серебро | Бронза | Всего |
| -------------- | -------------- | ------ | ------- | ------ | ----- |
| 1              | Россия         | 10     | 1       | 0      | 11    |
| 2              | Беларусь       | 1      | 4       | 2      | 7     |
| 3              | Таиланд        | 0      | 2       | 2      | 4     |
| 4              | КНДР           | 0      | 2       | 1      | 3     |
| 5              | Узбекистан     | 0      | 1       | 2      | 3     |
| 6              | Казахстан      | 0      | 0       | 2      | 2     |
| Всего стран: 6 | Всего стран: 6 | 11     | 10      | 9      | 30    |

## Оценки
По мнению президента федерации синхронного плавания России Ольги Брусникиной, игры БРИКС в части синхронного плавания и по степени представленности и по уровню выступающих могли конкурировать с чемпионатом Европы по водным видам спорта, который проходил в Белграде в то же время.

Там в соревнованиях синхронистов в акробатической группе было всего три участника, в технической группе — пять, в произвольной группе — четыре. У нас в этих дисциплинах собралось даже побольше команд. 
Так что вопрос относительный. Несмотря на то что в синхронном плавании небольшое представительство участников на Играх БРИКС, накал страстей серьезный. Зритель идет, трибуны заполнены — это для нас, конечно, самое важное.